# Otiothops brevis
Otiothops brevis är en spindelart som beskrevs av Simon 1893. Otiothops brevis ingår i släktet Otiothops och familjen Palpimanidae.
Artens utbredningsområde är Venezuela. Inga underarter finns listade i Catalogue of Life.